# 合言葉は勇気 (映画)
『合言葉は勇気』（あいことばはゆうき、The Password Is Courage）は、1962年に公開されたアンドリュー・L・ストーン監督によるイギリスのコメディ・戦争映画である。ジョン・キャッスルの1954年の第二次世界大戦の回想録に基づいている。

## キャスト
| 役名                 | 俳優                     | 日本語吹替                                                        |
| 役名                 | 俳優                     | 東京12ch版                                                        |
| -------------------- | ------------------------ | ----------------------------------------------------------------- |
| チャーリー・カワード | ダーク・ボガード         | 山内雅人                                                          |
| イレーナ             | マリア・ペルシー         | 武藤礼子                                                          |
| ビル・ポープ         | アルフレッド・リンチ     | 井上真樹夫                                                        |
| コール               | ナイジェル・ストック     | 仁内達之                                                          |
| 所長                 | レジナルド・ベックウィズ | 肝付兼太                                                          |
| シュミット           | リチャード・マーナー     | 北村弘一                                                          |
| アウジー             | エド・デヴェロー         | 安田隆                                                            |
| ブリングル           | ルイス・フィアンダー     | 嶋俊介                                                            |
| ネッケ               | ジョージ・ミケル         | 寺島幹夫                                                          |
| ロビンソン           | リチャード・カーペンター | 飯塚昭三                                                          |
| フェルトウェベル     | マイケル・メリンジャー   | 徳丸完                                                            |
| グーン               | コリン・ブレイクリー     | 飯塚昭三                                                          |
| ベネット             | ダグラス・リビングストン | 徳丸完                                                            |
| マンサード           | ハワード・ペイズ         | 国坂伸                                                            |
| ナレーション         | N/A                      | 山内雅人                                                          |
| 不明 その他          | N/A                      | 加藤修 若本紀夫 渡辺典子 宮下勝 谷口節 松岡武司 桜本昌弘 島木綿子 |
| 日本語版スタッフ     |                          |                                                                   |
| 演出                 | 演出                     | 高桑慎一郎                                                        |
| 翻訳                 | 翻訳                     | 桂ふとし                                                          |
| 効果                 | 効果                     | サウンドハーモニー                                                |
| 調整                 | 調整                     | 山田太平                                                          |
| 制作                 | 制作                     | グロービジョン                                                    |
| 解説                 | 解説                     | 芥川也寸志                                                        |
| 初回放送             | 初回放送                 | 1972年1月20日 『木曜洋画劇場』 21:00-23:00 正味96分               |